# Transafricaine 8
Transafricaine 8 (L'autoroute Lagos-Mombasa) — est un axe routier important traversant le continent africain d'ouest en est, développé avec la participation de la Commission économique des Nations Unies pour l'Afrique, de la Banque africaine de développement et de l'Union africaine. Sur la carte des routes transafricaines, cette voie est indiquée en vert foncé — TAH  (Trans-African Highway № 8). La longueur du tracé est de 6 259 km, mais avec la TAH  — Autoroute côtière trans-ouest-africaine (Dakar-Lagos) qui continue dans la même direction sur 4 010 km, ils forme le plus long passage routier d'Afrique d'est en ouest, avec une longueur totale de 10 269 km.
D'ouest en est, l'itinéraire traverse le Nigeria, le Cameroun, la République centrafricaine (RCA), la République démocratique du Congo (RD Congo), l'Ouganda et le Kenya, en empruntant les routes nationales existantes et en construction de ces États:
| Numéro   | — Itinéraire —        |
| Nigeria  | Nigeria               |
| -------- | --------------------- |
| A121     | Lagos — Benin City    |
| A232     | Benin City — Enugu    |
| A343     | Enugu — Emandak       |
| A4       | Emandak — Ikom        |
| ?        | Ikom — Cameroun       |
| Cameroun |                       |
| N6       | Nigeria — Bafoussam   |
| N4       | Bafoussam — Obala     |
| N1       | Obala — Garoua-Boulaï |
| ?        | Garoua-Boulaï — RCA   |
| RCA      |                       |
| RN3      | Cameroun — Bossembélé |
| RN1      | Bossembélé — Bangui   |
| RD Congo |                       |
| N23      | Zongo — Idama         |
| N6       | Idama — Dulia         |
| N4       | Dulia — Beni (ville)  |
| ?        | Beni — Ouganda        |
| Ouganda  |                       |
| A109     | RD Congo — Kenya      |
| Kenya    |                       |
| A104     | Ouganda — Athi River  |
| A109     | Athi River — Mombasa  |

## Section ouest
Toutes les routes transafricaines passant par le Nigeria et le Cameroun sont entièrement asphaltées. De plus, Il est également possible d'emprunter d'autres routes dans ces pays. Le tronçon de la route Ekok (Manyu)-Mamfe proche des frontières entre ces pays a été bitumé en 2015.
Dans la capitale du Cameroun, Yaoundé, une importante autoroute bifurque vers le sud en passant par le Gabon et Matadi, qui constitue actuellement la route principale entre le nord-ouest et l'Afrique australe. Elle est asphaltée jusqu'à la frontière gabonaise avec la République du Congo.

## Traversée du bassin du Congo

### Les difficultés de construire des routes dans la jungle
La section la plus difficile de la 8e route transafricaine est sa partie centrale. Ici, le chemin est bloqué par un vaste massif de forêts décidues humides tropicales et subtropicales dense et impraticable avec un sol marécageux, érodé quotidiennement par les pluies tropicales, avec la nécessité de traverser fréquents des rivières, avec de nombreux insectes, serpents, crocodiles et avec la prévalence du paludisme ici.
Pour une autoroute à grande vitesse ici, il est nécessaire de construire des centaines, voire des milliers, de grands ponts au-dessus des nombreuses rivières et ruisseaux à hautes eaux (et saisonnières) traversés par la route. Les écologistes locaux et étrangers, ainsi que certains chamanes faisant autorité, protestent farouchement contre la construction de routes, intimidant les aborigènes superstitieux avec l'inadmissibilité de déranger les terribles esprits de la forêt de leurs ancêtres avec une construction de routes grandiose. Certains bureaucrates dressent les obstacles, craignant qu'en raison des routes transcontinentales, la concurrence des marchandises importées le long de ces routes avec les producteurs locaux, ainsi que accroissent la contrebande de drogues, d'armes, de pornographie, accroissent la prostitution et de SIDA.

### Le besoin de routes
Bien sûr, il serait plus facile de contourner le Nord de la zone problématique de la jungle du Congo, de construire une autoroute à travers les territoires plus secs de la RCA et du Soudan du Sud, où il y a moins de rivières et de forêts. Cependant, des millions de personnes vivent également dans les forêts tropicales et ont réellement besoin de routes pour se débarrasser de la pauvreté grâce à un commerce intérieur et interétatique actif, à la revitalisation des petites et moyennes entreprises, à une baisse des prix des produits importés, à l'amélioration des conditions de vie et à l'attraction des touristes. Grâce aux autoroutes, la population africaine peut déjà être rapidement desservie par des ambulances, la police, les pompiers, les secours, les réparations et les services de construction. Le réseau routier étend les services de santé et d'éducation à des zones auparavant inaccessibles et facilite l'organisation d'événements sportifs, culturels et religieux.

### Route revendiquéeTAH 8
Dans la partie occidentale de la République centrafricaine, les routes sont en assez bon état, même si le pays a été secoué par des coups d'État et des guerres civiles accompagnées de génocides religieux. Dans ces conditions, il est difficile de construire ou de reconstruire des milliers de kilomètres de routes avec des ponts et des tunnels, et en maintenant la route transafricaine en état de marche.
Il y a aussi des difficultés en République démocratique du Congo voisine : la crise congolaise, le rébellion Simba, la dictature de Mobutu, la deuxième guerre du Congo, le conflit du Kivu (2012-2013), le rébellion Kamwina Nsapu, la corruption.
Malgré toutes les difficultés, les dirigeants de la République démocratique du Congo recommandent aux automobilistes de traverser le pays depuis Zongo (au bord du fleuve Oubangui - face à Bangui) vers le sud - en passant par Gemena jusqu'à Lisala et Bumba au bord du Congo fleuve. Ensuite, vers le nord-est, vous devez faire un grand détour par Buta, puis vers le sud, jusqu'à la ville de Kisangani, qui compte un million d'habitants. À l'est de Beni (ville) s'élèvent les monts Rwenzori, de sorte que la route qui contourne les montagnes se dirige brusquement vers le sud jusqu'au poste frontière ougandais de Mpondwe. Ce chemin de terre est souvent impraticable en raison de la pluie, il est donc préférable d'emprunter un itinéraire plus long, indiqué en noir sur la carte, jusqu à la frontière rwandaise à Bukavu, dans l'espoir que la route nationale 3 proposée ait déjà été partiellement asphaltée, bien qu elle n'ait pas été utilisée au Sud de Walikale après la deuxième guerre. Depuis Bukavu, l'autoroute goudronnée passe par Kigali (Rwanda) et Kampala (Ouganda), où elle rejoint la première option d'itinéraire.

### Chemins alternatifs
La ligne pointillée verte plus claire sur la carte montre la variante nord de l'itinéraire routier vers la RCA le long de la route RN2 reliant Bangui à une autre ville frontalière de - Bangassou. On pense que la route est plus facile à construire dans un terrain plus élevé et plus sec, de sorte que de Bangassou, il est prévu de moderniser la route existante N4 via Bondo et Buta, qui est devenue impraticable après les guerres civiles au Congo.
Les tentatives visant à construire la route décrite plus au nord, en contournant le territoire défavorable de la République démocratique du Congo via la République centrafricaine et le Soudan, ont également été inefficaces, car une guerre civile sud-soudanaise tout aussi destructrice se déroulait sur cette route.

## Partie est du parcours
La section orientale de l'Autoroute Lagos-Mombasa a été asphaltée il y a plusieurs décennies et est la seule partie de l'ensemble du réseau à utiliser directement le nom «Autoroute transafricaine», visible sur plusieurs panneaux routiers. Il s’agit de la principale (mais pas la seule) autoroute entre la région des Grands Lacs (Afrique) et l’océan Indien. La circulation automobile à travers la RD Congo étant très difficile, la section orientale du TAH n°8 constitue la principale route commerciale routière pour toute la partie nord et orientale de ce grand pays. Après la guerre au Congo, des articles de première nécessité sont acheminés par cette route par diverses agences de secours et organisations caritatives.
En Ouganda, il est possible d'utiliser des itinéraires alternatifs:
- A109 traverse tout le pays d'ouest en est;
- Route Katunguru-Mbarara (en) — route Mbarara-Masaka — route Masaka-Kampala.

La variante la plus méridionale de la route 8 TAH traversant l'est de la République démocratique du Congo, Bujumbura (Burundi), Kigali et Mbarara est considérée comme une route importante vers la côte de l'océan Indien en Mombasa, bien que le Burundi et Kigali soient beaucoup plus proches du port maritime de Tanga (Tanzanie).